# West Hurley
West Hurley és una concentració de població designada pel cens dels Estats Units a l'estat de Nova York. Segons el cens del 2000 tenia 2.105 habitants.

## Demografia
Segons el cens del 2000, West Hurley tenia 2.105 habitants, 866 habitatges, i 600 famílies. La densitat de població era de 215 habitants per km².
Dels 866 habitatges en un 29% hi vivien nens de menys de 18 anys, en un 56,7% hi vivien parelles casades, en un 9,1% dones solteres, i en un 30,7% no eren unitats familiars. En el 25,3% dels habitatges hi vivien persones soles l'11% de les quals corresponia a persones de 65 anys o més que vivien soles. El nombre mitjà de persones vivint en cada habitatge era de 2,4 i el nombre mitjà de persones que vivien en cada família era de 2,89.
Per edats la població es repartia de la següent manera: un 22,4% tenia menys de 18 anys, un 4,1% entre 18 i 24, un 21% entre 25 i 44, un 34,5% de 45 a 60 i un 17,9% 65 anys o més.
L'edat mediana era de 46 anys. Per cada 100 dones de 18 o més anys hi havia 84,9 homes.
La renda mediana per habitatge era de 54.615 $ i la renda mediana per família de 66.250 $. Els homes tenien una renda mediana de 50.114 $ mentre que les dones 30.000 $. La renda per capita de la població era de 27.992 $. Entorn del 4,7% de les famílies i el 6,5% de la població estaven per davall del llindar de pobresa.